# Kamila Skolimowska Memorial 2023
Il Kamila Skolimowska Memorial 2023 è stata la 14ª edizione dell'annuale meeting di atletica leggera, ottava tappa del circuito Diamond League 2023. Le competizioni hanno avuto luogo presso lo stadio della Slesia di Chorzów, il 16 luglio 2023.

## Programma[1]
| # | Orario | Specialità          |
| - | ------ | ------------------- |
| 1 | 14:10  | Lancio del martello |
| 2 | 14:40  | Getto del peso      |
| 3 | 15:45  | Salto con l'asta    |
| 4 | 15:49  | 110 metri ostacoli  |
| 5 | 16:08  | Salto in alto       |
| 6 | 16:16  | 100 metri piani     |
| 7 | 16:57  | 3000 metri siepi    |
| 8 | 17:16  | 400 metri piani     |
| 9 | 17:38  | 1500 metri piani    |

| #  | Orario | Specialità             |
| -- | ------ | ---------------------- |
| 1  | 14:00  | Salto in alto          |
| 2  | 14:10  | Lancio del martello    |
| 3  | 15:34  | 1500 metri piani       |
| 4  | 15:42  | Salto triplo           |
| 5  | 16:04  | 400 metri piani        |
| 6  | 16:26  | 3000 metri piani       |
| 7  | 16:47  | 100 metri ostacoli     |
| 8  | 16:53  | Lancio del giavellotto |
| 9  | 17:27  | 800 metri piani        |
| 10 | 17:53  | 100 metri piani        |

     Specialità valide per la Diamond League

## Risultati
Di seguito i primi tre classificati di ogni specialità.

### Uomini
| Specialità          |                     | Prestazione | 2º classificato   | Prestazione | 3º classificato            | Prestazione |
| 100 m               | Akani Simbine       | 9"97        | Fred Kerley       | 9"98 (.971) | Emmanuel Eseme             | 9"98 (.974) |
| 400 m               | Wayde van Niekerk   | 44"08       | Bayapo Ndori      | 44"61 =     | Alison dos Santos          | 44"73       |
| 1500 m              | Jakob Ingebrigtsen  | 3'27"14     | Abel Kipsang      | 3'29"11     | Reynold Kipkorir Cheruiyot | 3'30"30     |
| 110 m hs            | Roger Iribarne      | 13"25       | Just Kwaou-Mathey | 13"26       | Tyler Mason                | 13"29       |
| 3000 m siepi        | Soufiane el-Bakkali | 8'03"16     | Abraham Kibiwott  | 8'08"03     | Leonard Bett               | 8'09"45     |
| Salto in alto       | Mutaz Essa Barshim  | 2,36 m      | Gianmarco Tamberi | 2,34 m      | Tobias Potye               | 2,34 m      |
| Salto con l'asta    | Armand Duplantis    | 6,01 m      | Sam Kendricks     | 5,91 m =    | Chris Nilsen               | 5,81 m      |
| Getto del peso      | Ryan Crouser        | 22,55 m     | Payton Otterdahl  | 21,88 m     | Tomas Walsh                | 21,78       |
| Lancio del martello | Wojciech Nowicki    | 80,02 m     | Rudy Winkler      | 78,11 m     | Eivind Henriksen           | 76,75 m     |

     Prestazione che stabilisce il nuovo record del meeting.

### Donne
| Specialità             |                      | Prestazione | 2º classificato      | Prestazione | 3º classificato         | Prestazione |
| 100 m                  | Sha'Carri Richardson | 10"76       | Shericka Jackson     | 10"78       | Ewa Swoboda             | 10"94       |
| 400 m                  | Natalia Kaczmarek    | 49"48       | Lieke Klaver         | 49"81       | Marileidy Paulino       | 50"00       |
| 800 m                  | Mary Moraa           | 1'56"85     | Halimah Nakaayi      | 1'57"78     | Natoya Goule            | 1'57"90     |
| 1500 m                 | Hirut Meshesha       | 3'54"87     | Birke Haylom         | 3'54"93     | Diribe Welteji          | 3'55"08     |
| 3000 m                 | Freweyni Hailu       | 8'26"61     | Lilian Rengeruk      | 8'27"80     | Lemlem Hailu            | 8'29"43     |
| 100 m hs               | Tobi Amusan          | 12"34       | Kendra Harrison      | 12"35 =     | Nia Ali                 | 12"38       |
| Salto triplo           | Yulimar Rojas        | 15,18 m     | Maryna Bech-Romančuk | 14,70 m     | Leyanis Pérez Hernández | 14,67 m     |
| Salto in alto          | Iryna Heraščenko     | 1,98 m      | Nicola Olyslagers    | 1,98 m      | Julija Levčenko         | 1,98 m      |
| Lancio del giavellotto | Haruka Kitaguchi     | 67,04 m     | Mackenzie Little     | 64,50 m     | Tori Peeters            | 62,73 m     |
| Lancio del martello    | Brooke Andersen      | 75,40 m     | Janee' Kassanavoid   | 74,27 m     | Sara Fantini            | 72,96 m     |

     Prestazione che stabilisce il nuovo record del meeting.